# West of Eden

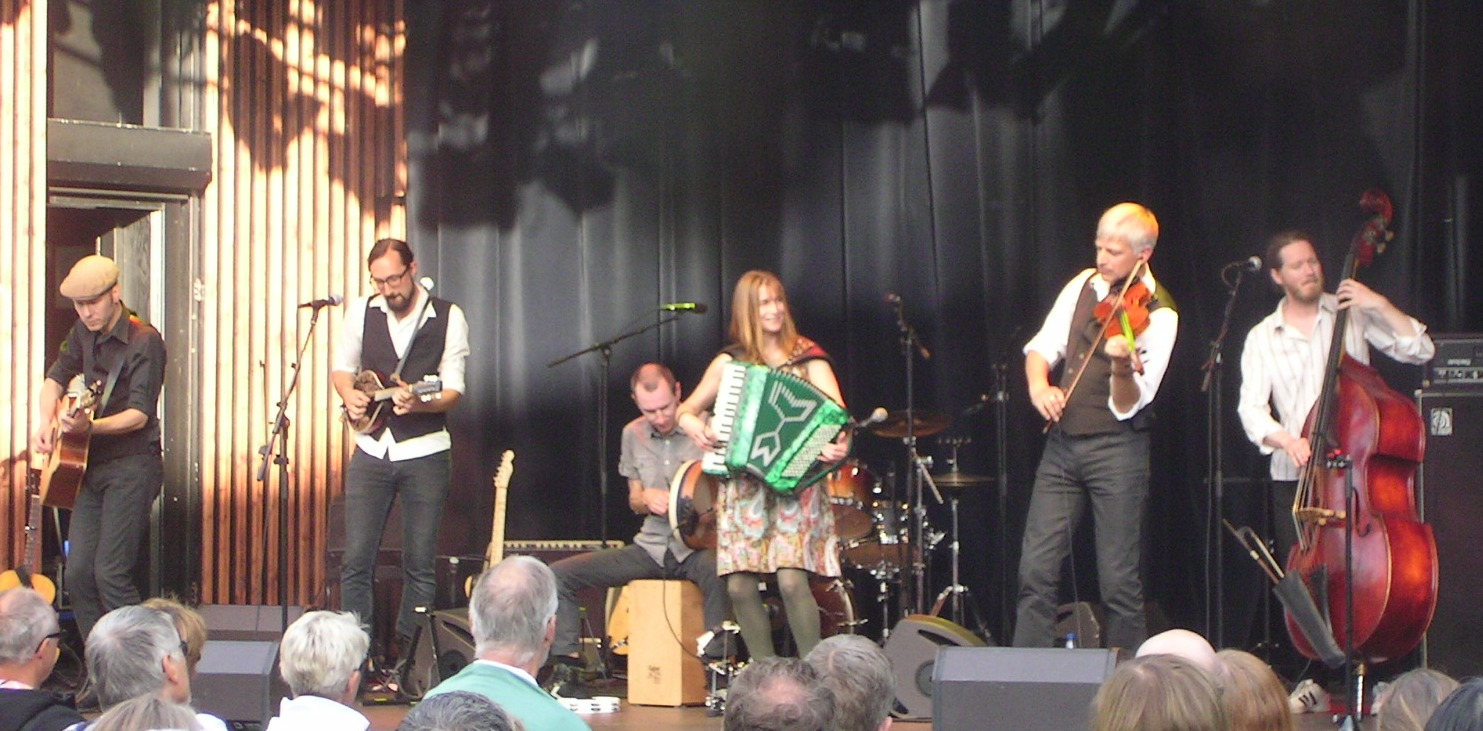
West of Eden 2013 under ett framträdande på Liseberg

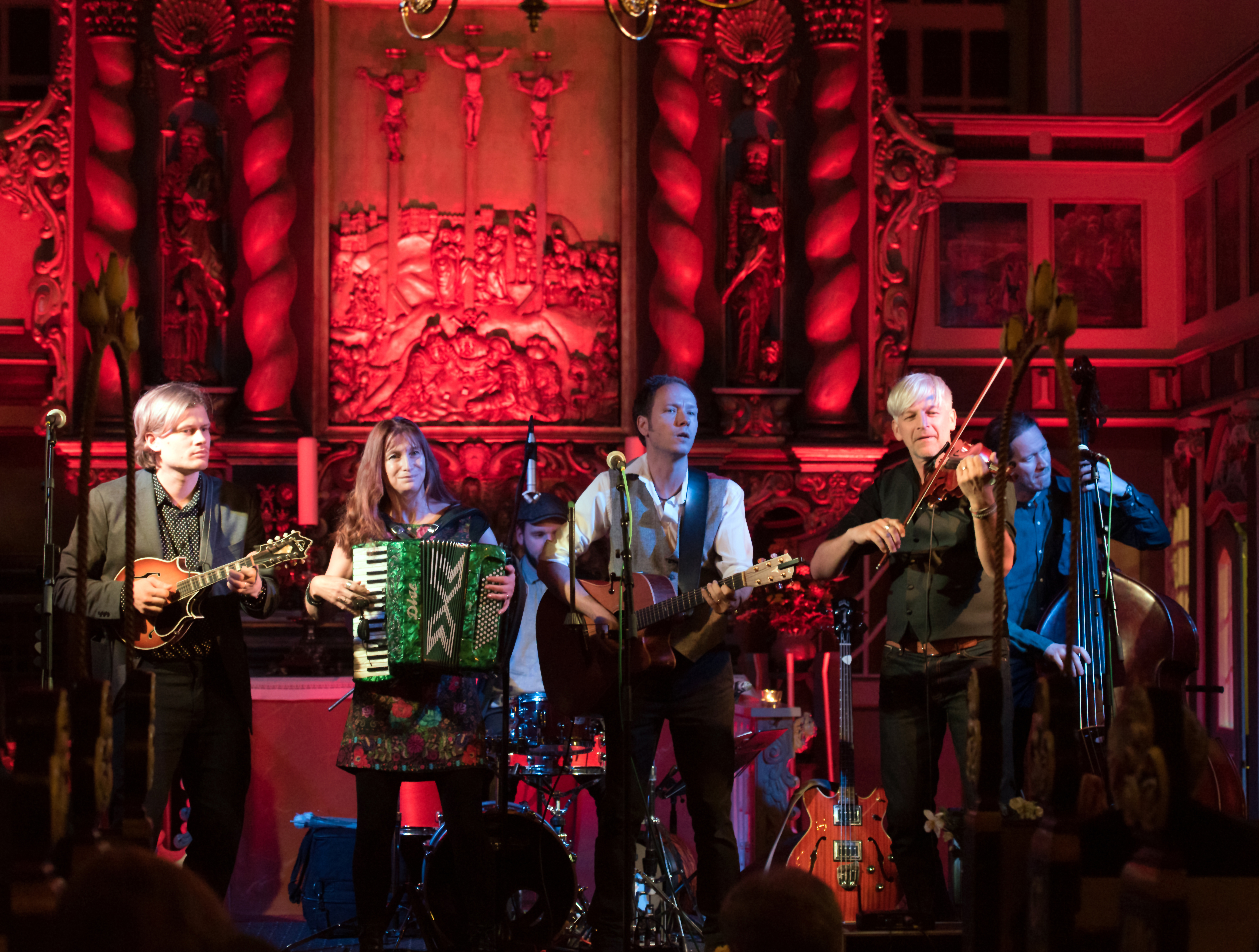
West of Eden 2017

West of Eden är ett svenskt folkrockband från Göteborg.
West of Eden bildades 1995. Deras repertoar består till största del av egna låtar med influenser från irländsk och skotsk folkmusik. Karakteristiskt för ljudbilden är fiol, dragspel och whistles (irländska flöjter). Efter att i början ha varit mer orienterade mot pop sorterar de numera under genren folkrock. De har förutom i Sverige turnerat på Irland samt i Belgien, Nederländerna och Kina. Gruppens sångare och huvudsakliga låtskrivare är paret Jenny och Martin Schaub.

## Medlemmar
- Sång och dragspel, thin whistle: Jenny Schaub
- Sång, akustisk gitarr och piano: Martin Schaub
- Fiol: Lars Broman
- Gitarrer och mandolin: Henning Sernhede
- Kontrabas och elbas: Martin Holmlund
- Trummor och slagverk, bodhran: Ola Karlevo

### Tidigare medlemmar
- Fiol: Tobias Edvardson
- Gitarr: David Ekh, Martin Rydman, Pär Öjerot
- Bas: Lars Dahlström, Lars Borg, Øyvind Eriksen, Kenneth Holmström

## Diskografi

### Studioalbum
- 1997 – West of Eden
- 2001 – Rollercoaster
- 2003 – A Stupid Thing to Do
- 2006 – Four
- 2009 – The West of Eden Travelogue
- 2012 – Safe Crossing
- 2014 – Songs from Twisting River
- 2016 – Look to the West
- 2016 – Another Celtic Christmas
- 2019 – Flat Earth Society
- 2021 – TAUBE
- 2022 - Next Stop Christmas
- 2024 - Whitechapel

### Singlar och EP
Singlar från album har inte tagits med här.
- 2002 – The Kiss Tribute
- 2007 – And Then Snow Fell
- 2015 – Glenntown
- 2020 – Silly Old Beggars
- 2020 – Cabin Songs

### Livealbum
- 2009 – A Celtic Christmas (med Róisín Dempsey, Haga motettkör och Valentina Lorenz Cammans)

### Samlingsalbum
- 2017 – No Time Like the Past